# Carlos Sobera
Carlos Javier Sobera Prado (Baracaldo, Vizcaya, 11 de agosto de 1960) es un profesor, presentador de televisión, actor y empresario teatral español.

## Biografía
Su primer contacto con el mundo teatral fue en 1980 cuando creó en Bilbao el grupo La Espuela. El grupo se mantuvo activo hasta 1986 y en ese tiempo representó La dama del alba de Alejandro Casona, ¡Viva el Duque, nuestro dueño! de Alonso de Santos y Balada de los tres inocentes de Pedro Mario Herrero.
Paralelamente, se licenció en Derecho por la Universidad de Deusto y fue profesor de Publicidad de la Universidad del País Vasco desde 1987 hasta 1997. Aquí, en 1987, y junto al también profesor y crítico teatral Pedro Barea fundó el Aula de Teatro de la Universidad, donde realizó labores de interpretación, dirección y producción, además de ser el coordinador hasta 1995. Esta iniciativa recibió el Premio Ercilla a la mejor labor teatral en 1994.
En ese mismo año empezó a trabajar para la televisión autonómica vasca (Euskal Telebista) siendo el guionista de Boulevard, programa presentado por Anne Igartiburu. En 1995 fue uno de los creadores del concurso Los jueves, mudanza, emitido por TVG. Debutó como presentador en Euskal Telebista al frente del programa mensual Ciudadanos y posteriormente con el magacín diario Arde la tarde, junto al conocido actor porno Torbe.
En 1996 llega su debut cinematográfico, cuando protagoniza, con La Veneno la película Rigor mortis[cita requerida] de Koldo Azkarreta. En 1997 dio el salto a una televisión nacional, presentando en La 2 el espacio semanal PC Adictos. Sin embargo, su popularidad llegaría a raíz de su intervención en series como Al salir de clase o Quítate tú pa' ponerme yo, ambas de Telecinco.
El salto definitivo a la fama lo da en 1999 cuando Telecinco le encarga la conducción de su nuevo concurso diario, 50 por 15 ¿Quiere ser millonario?. Con este espacio obtiene múltiples reconocimientos, como tres premios TP de Oro -entre ellos el de mejor presentador-, el Premio Zapping o el premio Sexta Avenida al mejor comunicador. Su peculiar modo de realizar las preguntas, arqueando las cejas, le dio gran popularidad. Compatibiliza su paso por Telecinco con la presentación de otros concursos en televisiones autonómicas, entre los que destaca Date el bote, en ETB2, que se mantiene siete temporadas en el aire (2002-2009), 
al que llega sustituyendo al también vasco Jorge Fernández, quién lo abandona para fichar por Telecinco, espacio que Carlos acaba consolidando y haciendo famoso por su peculiar manera de presentarlo y sus continuos ataques de risa en directo.
De forma paralela al éxito televisivo, participó en varias películas como Fin de trayecto de Pedro Zancajo, El forastero de Federico García Hurtado, ¡¡¡Hasta aquí hemos llegado!!! de Yolanda García Serrano o La camisa del revés de Javier Elorrieta. En teatro, protagonizó junto a Àngels Gonyalons la obra Palabras encadenadas, bajo la dirección de Tamzin Townsend.
En 2004 abandona Telecinco para incorporarse a Antena 3, que le encarga la conducción de múltiples concursos, como ¿Hay trato?, Números locos, 1 contra 100, El invento del siglo o Jeopardy, la mayoría cancelados de forma prematura por sus resultados de audiencia.
También en Antena 3, Sobera vuelve a ponerse al frente de 50x15, ahora bajo el título ¿Quién quiere ser millonario?, que logra convertirse en el concurso más visto de televisión en España en 2006, con más de tres millones de espectadores y un 23% de cuota de pantalla. El éxito de la audiencia queda refrendado con dos premios TP de Oro al mejor concurso en 2005 y 2006, y una nominación para Sobera como mejor presentador de programas de entretenimiento en 2005.
En abril de 2008 se anunció su fichaje por Televisión Española, cerrando así su etapa en Antena 3. El 9 de julio de ese año debutó como presentador de La 1 con el concurso Canta! Singstar, aunque semanas antes ya había ejercido de maestro de ceremonias en la gala de entrega de los Premios ATV 2007, emitida por la misma cadena. A lo largo del 2009 presenta el programa Los mejores años de nuestra vida, con gran éxito de audiencia. Tanto como para poner en marcha una gira teatral basada en el programa. Seis meses después, en enero de 2010 comienza a presentar el concurso La lista, en La 2. Ese mismo año trabaja en la televisión 7RM de Murcia y presenta el programa de televisión Consumidores, centrado en los derechos de los consumidores, también lo presentará en ETB2, junto a Adela González meses después.
En febrero de 2011 regresa a la televisión nacional para presentar, de nuevo, un concurso titulado Atrapa un millón, basado en el formato británico The Million Pound Drop Live, en este caso en Antena 3. Atrapa un millón se mantuvo en antena hasta el 8 de septiembre de 2014. En marzo de 2011, en la misma cadena, el concurso diario El tercero en discordia, siendo retirado pocas semanas después. En esta misma cadena ha estrenado en el 2012 otro programa llamado Avanti ¡que pase el siguiente! con colaboraciones como la del Mag Lari o Angy Fernández. El 3 de agosto finalizó Avanti ¡que pase el siguiente!. El 31 de diciembre de 2015 abandona Atresmedia después de presentar las campanadas en Antena 3.
Fichado por Mediaset, en abril de 2016 comienza a presentar en Cuatro, el programa de citas First Dates.
Durante el mes de agosto de 2016, comienza a presentar en La Sexta el programa ¡Eso lo hago yo!, del cual se grabó en 2014 y fue emitido en el verano de 2016.
En 2019, Mediaset lo introdujo en sus reality shows como uno de sus rostros habituales junto a presentadores como Jorge Javier Vázquez o Jordi González. Desde entonces, ha contado con él para la conducción de las segundas galas semanales de espacios como Supervivientes, Gran Hermano VIP o Secret Story: La casa de los secretos. También ha sido el conductor principal de la versión con concursantes anónimos de este último formato, así como de la tercera edición de Gran Hermano Dúo.
También en Telecinco presentó el formato Volverte a ver dentro del prime time de la cadena, compaginándolo con las grabaciones de First Dates.

## Curiosidades
En 2016 se arriesgó a comprar el Teatro Reina Victoria de Madrid, en el que se representaba la obra Cyrano de Bergerac. Pagó 7 millones de euros por este escenario, un inmueble situado a pocos minutos de la Puerta del Sol, y en 2018 lo vendió por 9,4 millones de euros a Pescaderías Coruñesas, cuyo fundador, Evaristo García Gómez, adquirió a la sociedad Arequipa Producciones de Sobera. Ellos exponen que los ingresos estaban bajando peligrosamente, mientras que los gastos se multiplicaban y llegan a afirmar que tienen la sociedad en números rojos.
Sobera la habría creado en 2003, incorporándose su mujer Patricia Santamarina cinco años después. Las cuentas iban bien gracias a producir sus propias obras de teatro, pero en 2018 las pérdidas eran considerables y los gastos no equilibraban la situación.

## Trayectoria profesional

### Programas de televisión
| Año                | Programa                                            | Cadena             | Notas                             |             |
| ------------------ | --------------------------------------------------- | ------------------ | --------------------------------- | ----------- |
| 1995               | Ciudadanos                                          | ETB                | Presentador y guionista           |             |
| 1995               | Arde la tarde                                       | ETB                | Presentador, director y guionista |             |
| 1997               | PC Adictos                                          | La 2               | Presentador                       |             |
| 1999-2001          | ¿Quiere ser millonario? 50 por 15                   | Telecinco          | Presentador                       |             |
| 2002               | Doble juego                                         | FORTA              | Presentador                       |             |
| 2002-2009          | Date el bote                                        | ETB2               | Presentador                       |             |
| 2004               | ¿Hay trato?                                         | Antena 3           | Presentador                       |             |
| 2004               | El Supershow                                        | Antena 3           | Presentador                       |             |
| 2005               | Números locos                                       | Antena 3           | Presentador                       |             |
| 2005-2008          | ¿Quién quiere ser millonario?                       | Antena 3           | Presentador                       |             |
| 2006               | El show de los récords                              | Antena 3           | Presentador                       |             |
| 2006               | El invento del siglo                                | Antena 3           | Presentador                       |             |
| 2007               | 1 contra 100                                        | Antena 3           | Presentador                       |             |
| 2007               | Jeopardy                                            | Antena 3           | Presentador                       |             |
| 2008               | Canta! Singstar                                     | La 1               | Presentador                       |             |
| 2008               | Díselo bailando                                     | La 1               | Presentador                       | rowspan="2" |
| 2009               | Los mejores años                                    |                    | Presentador                       |             |
| 2010               | La lista                                            | La 2               | Presentador                       |             |
| Como si fuera ayer | 7RM                                                 |                    | Presentador                       |             |
| 2010-2011          | Consumidores                                        | ETB2               | Presentador                       |             |
| 2011-2014          | Atrapa un millón                                    | Antena 3           | Presentador                       |             |
| 2011               | El tercero en discordia                             | Antena 3           | Presentador                       |             |
| 2012               | Avanti ¡que pase el siguiente!                      | Antena 3           | Presentador                       |             |
| 2012               | Cien x cien                                         | ETB2               | Presentador                       |             |
| 2013               | Increíbles: el gran desafío                         | Antena 3           | Presentador                       |             |
| 2015-2016          | Cosmos                                              | Mega               | Presentador                       |             |
| 2016-presente      | First Dates                                         | Cuatro             | Presentador                       |             |
| 2016               | Eso lo hago yo                                      | La Sexta           | Presentador                       |             |
| 2017               | The Wall: Cambia tu vida                            | Telecinco          | Presentador                       |             |
| 2017-2018          | Little Big Show                                     | Telecinco          | Presentador                       |             |
| 2018-2021          | Volverte a ver                                      | Telecinco          | Presentador                       |             |
| 2019-presente      | Supervivientes: Tierra de Nadie                     | Telecinco y Cuatro |                                   |             |
| 2019               | Gran Hermano VIP: Límite 48 horas / Límite 24 horas | Telecinco y Cuatro | Presentador sustituto             |             |
| 2020               | First Dates: Crucero                                | Cuatro             | Presentador                       |             |
| 2020               | El debate de las tentaciones                        | Telecinco          | Presentador                       |             |
| 2021               | El precio justo                                     | Telecinco y Cuatro | Presentador                       |             |
| 2021               | Ahora, Olga                                         | Telecinco          | Presentador                       |             |
| 2021-2023          | Supervivientes                                      | Telecinco          | Presentador sustituto             |             |
| 2021               | Secret Story: Cuenta atrás                          | Telecinco          | Presentador                       |             |
| 2021-2022          | Campanadas de fin de año                            | Telecinco y Cuatro | Presentador                       |             |
| 2022               | Secret Story: La casa de los secretos               | Telecinco          | Presentador                       |             |
| 2022               | Los miedos de...                                    | Cuatro             | Concursante                       |             |
| 2022               | Pesadilla en El Paraíso: El Debate                  | Telecinco          | Presentador                       |             |
| 2022-2023          | Pesadilla en El Paraíso                             | Telecinco          | Presentador                       |             |
| 2023               | El musical de tu vida                               | Telecinco          | Presentador                       |             |
| 2023               | Reacción en cadena                                  | Telecinco          | Concursante                       |             |
| 2024               | Mental Masters                                      | Telecinco          | Presentador                       |             |
| 2024               | First Dates: Hotel                                  | Telecinco          | Presentador                       |             |
| 2025-presente      | Todos por ti                                        | Telecinco          | Presentador                       |             |
| 2025-presente      | Gran Hermano Dúo                                    | Telecinco          | Presentador                       |             |

##### Como invitado
| Año       | Programa                    | Cadena    | Notas    |
| --------- | --------------------------- | --------- | -------- |
| 2017-2019 | Viva la vida                | Telecinco | Invitado |
| 2019      | Adivina qué hago esta noche | Cuatro    | Invitado |
| 2023      | Así es la vida              | Telecinco | Invitado |
| 2023      | Cuentos chinos              | Telecinco | Invitado |
| 2023-2024 | Fiesta                      | Telecinco | Invitado |

##### Como guionista y/o director
- Boulevard, como guionista (ETB, 1994)
- La familia mudanza, como guionista (TVG, 1995).
- El Día D, dirección y guion (ETB, 1996).
- La gran evasión (ETB2).

#### Programas especiales
- El gran test (Antena 3, 2004-2006).[3]
- Domino day (Antena 3, 2004-2005-2006).[3]
- El show de los récords.
- Gala Inocente, Inocente (Antena 3, 2005–2006).[3]
- Gala de los Premios anuales de la Academia de la Televisión (La 1, 2008).
- Campanadas Nochevieja: Anne Igartiburu y Carlos Sobera (La 1, 2008).
- Campanadas Nochevieja: Carlos Sobera y Carolina Cerezuela (Antena 3, 2011).[3]
- Campanadas Nochevieja: Carlos Sobera y Paula Vázquez (Antena 3, 2012).[3]
- La ruleta de la suerte (Programa especial en el que se intercambia el programa con Jorge Fernández) (Antena 3, 2014).
- Campanadas Nochevieja: Carlos Sobera y Anna Simon (Antena 3, 2014).[3]
- Campanadas Nochevieja: Carlos Sobera y Cristina Pedroche (Antena 3, 2015).[3]
- Campanadas Nochevieja: Carlos Sobera, Lara Álvarez, Lidia Torrent, Matías Roure y Yulia Demóss (Mediaset España, 2016).
- Campanadas Nochevieja: Carlos Sobera y Paz Padilla (Mediaset España, 2021-2022).

### Teatro
- La dama de alba, actor

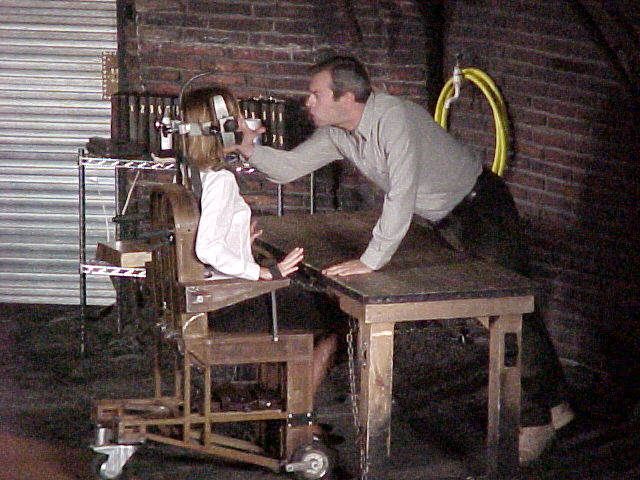
Carlos Sobera, junto a Elisa Matilla, durante la representación de Palabras Encadenadas, en Puerto del Rosario, Fuerteventura el 19 de junio de 2001.

- ¡Viva el Duque, nuestro dueño!, actor
- Balada de los tres inocentes, actor
- Tres en raya, actor y director (1991)
- Palabras encadenadas, actor (2001)
- El club de la corbata, actor (2003)
- La Guerra de los Rose, actor (2010)
- 5 y ...acción, actor (2016)
- Asesinos Todos (2021-2022)
- Miles Gloriosus (2022-

### Filmografía
- Rigor Mortis en 1996.
- Lo mejor de cada casa (Una semana en el parque) en 2000.
- ¡¡¡Hasta aquí hemos llegado!!! en 2002.
- Pacto de brujas en 2002.
- El forastero en 2002.
- El lápiz del carpintero en 2002.
- Bendita calamidad en 2015.[14]

### Series
| Año       | Serie                     | Canal              | Personaje         | Notas         |
| --------- | ------------------------- | ------------------ | ----------------- | ------------- |
| 1997-1998 | Al salir de clase         | Telecinco          | Eduardo Medina    | 184 episodios |
| 1998      | Quítate tú pa' ponerme yo | Telecinco          | Fran              | 13 episodios  |
| 1999      | El señorío de Larrea      | ETB                | Lander Iglesias   | 1 episodio    |
| 2001      | Siete vidas               | Telecinco          | Agente de seguros | 1 episodio    |
| 2002      | Ana y los siete           | La 1               | Gabriel           | 1 episodio    |
| 2002      | Paraíso                   | La 1               | Eduardo           | 1 episodio    |
| 2003      | London Street             | Antena 3           |                   | 2 episodios   |
| 2004      | Mis adorables vecinos     | Antena 3           | Él mismo          | 1 episodio    |
| 2006-2007 | Mi querido Klikowsky      | ETB                |                   | 2 episodios   |
| 2014      | Con el culo al aire       | Antena 3           | Presentador       | 2 episodios   |
| 2021      | Pequeñas coincidencias    | Amazon Prime Video | Comprador         | 1 episodio    |

### Libros
- Sobera, Carlos (2001). Los mil errores más comunes del lenguaje. Martínez Roca. ISBN 8427026692.
- Sobera, Carlos (2024). A contracorriente. Espasa. [15]

## Premios

### TP de Oro
| Año  | Categoría                                   | Programa                      | Resultado |
| ---- | ------------------------------------------- | ----------------------------- | --------- |
| 2000 | Presentador                                 | ¿Quiere ser millonario? 50x15 | Ganador   |
| 2005 | Presentador de Programas de Entretenimiento | ¿Quién quiere ser millonario? | Nominado  |
| 2011 | Presentador/a de variedades y espectáculo   | Atrapa un millón              | Ganador   |

### Premios Godoy
| Año  | Categoría  | Película                       | Resultado |
| ---- | ---------- | ------------------------------ | --------- |
| 2003 | Peor Actor | ¡¡¡Hasta aquí hemos llegado!!! | Ganador   |